# Transzeurópai vasúthálózat
A transzeurópai vasúthálózatot a transzeurópai nagysebességű vasúthálózat, valamint a transzeurópai hagyományos vasúthálózat alkotja. A vasúthálózat része az Európai Unió transzeurópai közlekedési hálózatának (TEN-T).
A vasúthálózat jellemzőit a 661/2010/EK európai parlamenti és tanácsi határozat 10. cikke tartalmazza. Az (5) bekezdés szerint
„A vasúthálózatnak legalább a következő funkciók egyikét teljesítenie kell:
- fontos szerepet játszik a távolsági személyforgalomban,
- adott esetben lehetővé teszi a repülőterekkel való összekapcsolást,
- lehetővé teszi a regionális és helyi vasúthálózatok elérését,
- elősegíti az árufuvarozást az árufuvarozás számára fenntartott távolsági szakaszok, illetve olyan útvonalak kijelölésével és kiépítésével, amelyeken a tehervonatok elsőbbséget élveznek,
- fontos szerepet játszik a kombinált szállításban,
- a közös érdekű kikötőkön keresztül lehetővé teszi a rövid távú tengeri szállítással és a belföldi szállítással való összekapcsolást.”